# موسي كويتا
موسي كويتا (بالفرنسية: Moussa Koita)‏ هو لاعب كرة قدم فرنسي في مركز الهجوم، ولد في 9 اغسطس 2003 في سان دوني في فرنسا. لعب مع أولمبياكوس نيقوسيا وفاوبان ستراسبورغ ونادي جينك ونادي رويال شارلروا ونادي فيرتون ونادي ميلوز.

## وصلات خارجية
- موسي كويتا على موقع الاتحاد الأوربي (الإنجليزية)
- موسي كويتا على موقع قاعدة بيانات كرة القدم.إي يو (الإنجليزية)
- موسي كويتا على موقع Soccerway.com (الإنجليزية)
- موسي كويتا على موقع عالم كرة القدم.نت (الإنجليزية)